# Garo (serie de televisión)
GARO (牙狼<GARO>（ガロ） GARO?, literalmente "Colmillos de lobo") es una serie tokusatsu japonesa de televisión. Fue emitida en TV Tokyo del 7 de octubre del 2005 al 31 de marzo del 2006, finalizando con 25 episodios (con un episodio adicional especial de "descripción general", que resume los acontecimientos de los episodios 1 al 13, antes del lanzamiento del episodio 14). Producido por Tohokushinsha, la serie está considerada por algunos como un punto de inflexión en el entretenimiento tokusatsu, ya que se comercializan hacia los adultos mayores y adolescentes, en contraposición a los niños más pequeños. El programa contiene violencia gráfica, desnudos, y temas maduros. Fue vendido como un "Híper Drama de Acción de Medianoche" ("Hyper Midnight Action Drama"). El 15 de diciembre y el 22 de diciembre del 2006, un especial titulado  GARO Special: Beast of The White Night (牙狼<GARO>スペシャル 白夜の魔獣 GARO Supesharu Byakuya no Majū?) fue lanzado. En un artículo del 2006 en la revista Total Licensing Magazine sobre un caso de licencias de Asia menciona que GARO había sido "vendida en los EE.UU. y España", pero el comprador no es mencionado en el artículo. Desde el 2007, el programa también se ha difundido en otros países como Italia (en MTV), Malasia (en 8TV), y España (en  Buzz y Clan).

## Introducción
"¡Allí donde había luz, acechaba la oscuridad y reinaba el miedo....y la hoja de los caballeros dio esperanza a la humanidad!"—Ward Sexton
Garo se centra en la vida de Kouga Saejima, que asumió el título de caballero Makai para proteger a la humanidad en contra de las manifestaciones oscuro demoníaca llamada "Horrores". En su afán por purgar al mundo de ellos, se encuentra con una joven llamada Kaoru quien le salvó de un Horror, pero fue manchada con su sangre demoníaca. Por regla general, los que han sido manchados con la sangre de un Horror se corta, o bien van a morir dolorosamente en aproximadamente 100 días. Kouga hizo misericordia en ella y trata de encontrar una manera de purificar su tiempo restante antes de su expiración. Así, la serie se centra en el desarrollo de la relación de Kouga con Kaoru y su posición en la protección de la humanidad después de los deseos de su padre, que fue su predecesor con el título de GARO.

## Personajes
- Zaruba: Anillo mágico creado por el Sacerdote Amon para el caballero Taiga Saejima, al morir es heredado a  su hijo Kouga y se encarga de entrenarlo en las artes de los Caballeros Makai. Entre sus habilidades destacan el poder sentir la presencia de los horrores y poder combatirlos mediante el uso del fuego mágico en su interior.

- Gonza: Mayordomo de la familia Saejima, cuida de Kouga al morir el padre de este. De carácter tranquilo. Ayuda en la batalla final en contra de las sacerdotisas y el caballero negro.

## Actores
- Hiroki Konishi como Kouga Saejima/Golden Fang GARO.
- Mika Hijii como Kaoru Mitsuki.
- Ray Fujita como Rei Suzumura/Silver Fang ZERO.
- Yukijirō Hotaru como Gonza.
- Mina Fukui como Asami.
- Hironobu Kageyama como Zaruba (voz).
- Ai Orikasa como Sliva (voz).
- Kenichi Ogata como Goruba (voz).
- Masaki Kyomoto como Ryuuzaki Karune/Barago/Dark Fang KIBA.
- Kimika Yoshino como Garuma.
- Mark Musashi como Kodama.
- Yasue Sato como Jabi the Makai Priest.
- Alisa Yuriko Durbrow como Shizuka.
- Hiroyuki Watanabe como Taiga Saejima/Golden Fang GARO.